# خن‌تتکا
خن‌تتکا (به انگلیسی: Khentetka) شهبانویی در دودمان چهارم از پادشاهی کهن بود. همسر او فرعون جدفرع، سازنده یکی از هرم‌های مجموعه اهرام جیزه، بوده. تندیسی از او در زیر پای همسرش در ابو رواش پیدا شده که امروزه در موزه لوور نگهداری می‌شود.